# Царе на Кападокия
Това е списък на царете на Кападокия.
От 4 век пр.н.е. до 1 век Кападокия в Анатолия е управлявана от сатрапи, князе и крале. Резиденция на повечето владетели на Кападокия е град Мазака (наричана също Eusebeia), днешен Кайсери.

## Сатрапи наАхеменидите
- Фарнак (упр. по времето на Кир II)
- Отанес (упр. 521/20 пр.н.е.)
- Ариарамнес (упр. 515 пр.н.е.)
- Кир (упр. ок. 407–401 пр.н.е.; син на Дарий II)
- Митрадат (401–363 пр.н.е.; прадядо на Митридат I Ктистис)
- Камисар (404–380 пр.н.е. в Южна Кападокия)
- Датамес (380–362 пр.н.е.; син на Камисар)
- Ариамнес (362–350 пр.н.е. в Южна Кападокия)
- Митробузан (350–334 пр.н.е. в Южна Кападокия)

## Ариаратиди/Отаниди
- Ариарат I (упр. ок. 350–322 пр.н.е. в Северна Кападокия)

- Сабиктас (или Abistamenes, упр. 333–332 като сатрап на Александър Велики в Южна Кападокия и не принадлежи към династията)
- Евмен от Кардия (от 323 пр.н.е. като македонски сатрап; не принадлежи към династията)
- Никанор (321/20 пр.н.е. като македонски сатрап; не принадлежи към династията)

- Ариарат II (301 и 280–255 пр.н.е.)
- Ариарамнес (255–225 пр.н.е.)
- Ариарат III (255–220 пр.н.е.)
- Ариарат IV Евсеб (220–163 пр.н.е.)
- Ариарат V Евсеб Филопатор (163–130 пр.н.е.)
- Ороферн Никефор (160–155 пр.н.е.)
- Ариарат VI Епифан Филопатор (130–116 пр.н.е.)
- Царица Лаодика, регентка 130–129 пр.н.е. (вдовица на Ариарат VI)
- Ариарат VII Филопатор (упр. 116–101 пр.н.е.)
- Ариарат IX Евсеб Филопатор (между 100 и 86 пр.н.е.; не принадлежи към династията)
- Ариарат VIII (95 пр.н.е.)

## Ариобарзаниди
- Ариобарзан I Филороман (между 96/95 и 63 пр.н.е.)
- Ариобарзан II Филопатор (63–52 пр.н.е.)
- Ариобарзан III Евсеб Филороман (52–42 пр.н.е)
- Ариарат X Евсеб Филаделфос (42–36 пр.н.е.)

- Архелай Сисинис Филопатрис (36 пр.н.е. до 17 г.; принадлежи към династията)